# Джой, Билл
Билл Джой (полное имя Уильям Нельсон Джой, William Nelson Joy, 8 ноября 1954 года, Детройт) — американский учёный в области теории вычислительных систем, разработчик программного обеспечения для UNIX, один из основателей и бывший руководитель исследовательского отдела Sun Microsystems. Лауреат премии имени Грейс Мюррей Хоппер. Автор популярного текстового редактора vi и командной оболочки csh.
В апреле 2000 года журнал Wired опубликовал эссе Билла Джоя «Почему мы не нужны будущему», которое вызвало оживлённую дискуссию во всём мире. В нём Джой выразил озабоченность стремительным и неконтролируемым развитием высоких технологий, являющимся источником опасности для всего человечества.

## Биография
Билл Джой закончил Мичиганский университет, получив титул бакалавра по электротехнике, продолжил обучение в Калифорнийском университете в Беркли, где он получил степень доктора философии в 1979 году. Его научным руководителем в Беркли был профессор Боб Фэбри, основатель исследовательской группы Computer Systems Research Group, в которой Билл Джой работал над BSD Unix.
В 1982 году Джой стал одним из основателей компании Sun Microsystems. В течение многих лет он принимал участие в разработке микропроцессоров SPARC, языка программирования Java и технологий JINI и JXTA. 9 сентября 2003 года Sun объявила, что Билл Джой покидает компанию.
В 1986 году награждён Премией имени Грейс Мюррей Хоппер за работу над операционной системой Unix в Беркли.
В 1999 году Джой вместе с двумя бывшими коллегами из Sun Microsystems основал венчурную фирму HighBAR Ventures, а в 2005 году вошёл в долю венчурной компании Kleiner Perkins Caufield & Byers.
В 2000 году стал лауреатом премии «За техническое совершенство» (в номинации «Выдающееся достижение»), вручавшейся журналом PC Magazine/Russian Edition.